# Hexatoma (Eriocera) spinosa
Hexatoma (Eriocera) spinosa is een tweevleugelige uit de familie steltmuggen (Limoniidae). De soort komt voor in het Nearctisch gebied.